# Olympische Winterspiele 2014/Ski Nordisch
Bei den XXII. Olympischen Winterspielen 2014 in Sotschi (Russland) standen folgende Sportarten im nordischen Skisport auf dem Programm, die im Einzelnen in eigenen Artikeln dargestellt werden:
| Skilanglauf           | Skilanglauf           |
| Skispringen           | Skispringen           |
| Nordische Kombination | Nordische Kombination |